# أزوما نيلسون
أزوما نيلسون (بالإنجليزية: Azumah Nelson) مواليد 19 يوليو 1958 في أكرا، هو ملاكم غاني يصنف ضمن فئة الوزن الخفيف.

## إحصائيات
خاض خلال مسيرته 47 نزالا، فاز في 39 وتعادل في 2 وخسر في 6. فاز بالضربة القاضية في 28 نزالا.

## الميداليات
| الميدالية | المسابقة                  |
| --------- | ------------------------- |
| ذهبية     | دورة ألعاب الكومنولث 1978 |

## روابط خارجية
- أزوما نيلسون على موقع بوكس ريك (الإنجليزية) (registration required)
- أزوما نيلسون على موقع اتحاد ألعاب الكومنولث (مؤرشف) (الإنجليزية)